# سيرغي غرينكوف
سيرغي ميخائيلوفيتش غرينكوف (بالروسية: سيرجي ميخائيلوفيتش غرينكوف ؛ 4 فبراير 1967 - 20 نوفمبر 1995) لاعب متزلج روسي ثنائي. إلى جانب زوجته إيكاترينا غورديفا ، كان بطل الألعاب الأولمبية لعامي 1988 و 1994 وبطل العالم أربع مرات (1986 ، 1987 ، 1989 ، 1990).